# Paulo Roberto Gonzaga
Paulo Roberto Gonzaga (født 26. januar 1989) er en brasiliansk fodboldspiller, som spiller for den japanske fodboldklub Matsumoto Yamaga FC.